# Brunbröstad skogssångare
Brunbröstad skogssångare (Setophaga castanea) är en fågel i familjen skogssångare inom ordningen tättingar.

## Kännetecken

### Utseende
Hane i häckningsdräkt är omisskännlig med grå rygg, svart ansikte och kastanjebrunt på hätta, flanker och strupe. I nacken syns en gul fläck medan undersidan är vit, liksom två vingband. Honans häckningdräkt är i princip en urvattnad version av hanens, kastanjefärgad enbart på flankerna.
Utanför häckningstid är den mindre karakteristiskt och kan förväxlas med vitkindad skogssångare med grönaktig ovansida, gulaktig undersida och två vita vingband. Brunbröstad skogssångare är dock beige på undre stjärtteckarna istället för vit samt har ostreckat bröst.

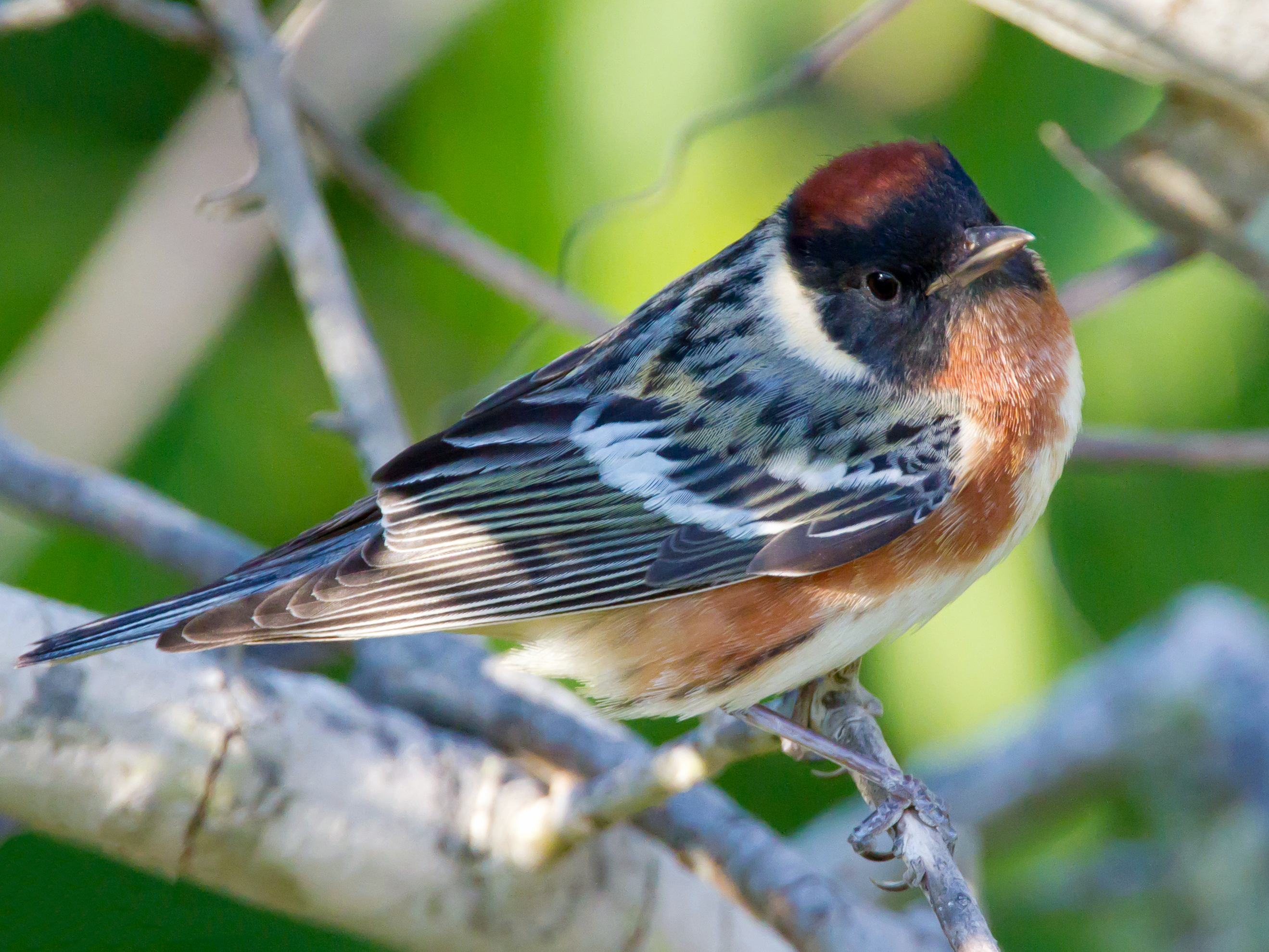
Hane i häckningsdräkt.
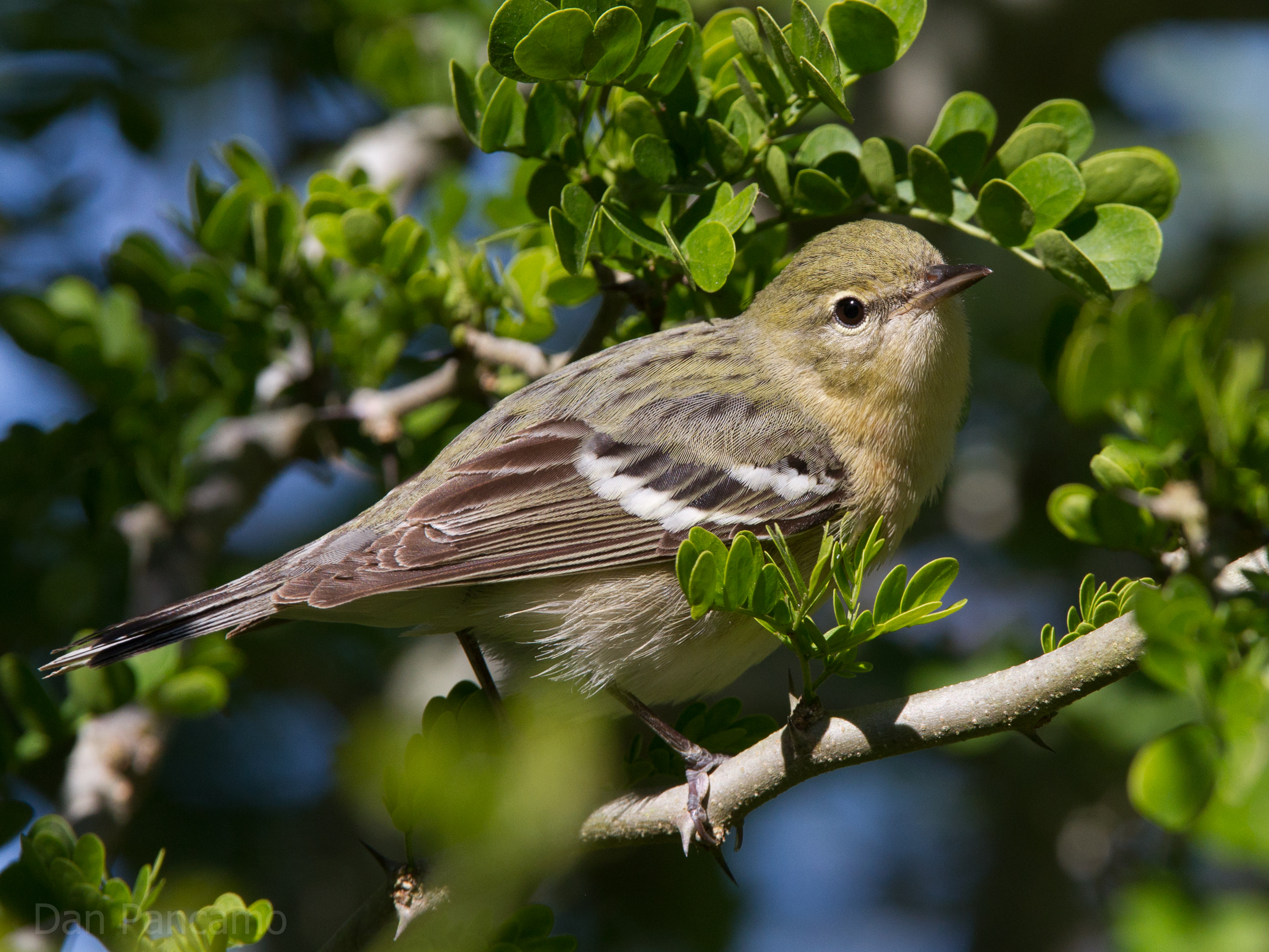
Hona.

### Läten
Sången är en serie mycket högfrekventa toner, locklätet ett klart tjipp och flyktlätet liknande vitkindad skogssångarens elektriska zzip.

## Utbredning och systematik
Den häckar i Kanada och nordöstra USA och övervintrar i Panama och nordvästra Sydamerika. Arten är en mycket sällsynt gäst i Europa, med ett fynd från Cornwall 1995, ett i Wales 2023 och fyra i Azorerna.

### Släktestillhörighet
Tidigare placerades den tillsammans med ett stort antal andra arter i släktet Dendroica. DNA-studier visar dock att rödstjärtad skogssångare (Setophaga ruticilla) är en del av denna grupp. Eftersom Setophaga har prioritet före Dendroica inkluderas numera alla Dendroica-arter i Setophaga.

## Levnadssätt
Arten häckar i tät barrskog med små gläntor. Den lägger tre till fem ägg i ett skålformat bo 1,5 till sex meter upp i ett barrträd. Fågeln livnär sig av insekter och lägger större kullar under år med utbrott av vecklarsläktet Choristoneura. Vintertid intar den även bär och nektar.

## Status och hot
Arten har ett stort utbredningsområde och en stor population, men tros minska i antal, dock inte tillräckligt kraftigt för att den ska betraktas som hotad. IUCN kategoriserar därför arten som livskraftig (LC). Världspopulationen uppskattas till 9,9 miljoner häckande individer, varav 99 % häckar i Kanada. I USA har arten minskat med cirka tre procent årligen mellan 1966 och 2014.